# Anaxandridas I.
Anaxandridas (altgriechisch Ἀναξανδρίδας Anaxandrídas), der Sohn des Theopompos und König von Sparta aus dem Haus der Eurypontiden, war der Vater des Archidamos I., der Anaxandridas auf den Thron folgte.